# Molgula enodis
Molgula enodis är en sjöpungsart som först beskrevs av Sluiter 1912.  Molgula enodis ingår i släktet Molgula och familjen kulsjöpungar.
Artens utbredningsområde är Södra Ishavet. Inga underarter finns listade i Catalogue of Life.